# Serie A2 1990-1991 (rugby a 15)
La serie A2 1990-91 fu il 57º campionato di seconda divisione di rugby a 15 in Italia.
Si tenne dal 14 ottobre 1990 all’8 maggio 1991 tra 12 squadre e fu vinto dal Rugby Roma, tornato in prima divisione dopo 5 anni; insieme alla squadra capitolina fu promosso il Lyons di Piacenza; entrambe le squadre disputarono inoltre i playoff scudetto della serie A1 1990-91 ma furono eliminate al primo turno.
Le squadre dal terzo al sesto posto di A2 spareggiarono contro quelle dal settimo al decimo posto di A1 per tentare di salire in categoria superiore, mentre per la retrocessione fu messo da parte il meccanismo utilizzato la stagione precedente, e fu stabilito che a scendere in serie B fossero le tre ultime classificate, che nell'occasione furono Benevento, Bergamo e Paese.

## Squadre partecipanti
| Club       | Sponsor                           | Città           | Impianto interno              |
| ---------- | --------------------------------- | --------------- | ----------------------------- |
| Benevento  | IMEVA (edilizia stradale)         | Benevento       | Stadio Pacevecchia            |
| Bergamo    | Ceta (ponteggi e tubolari)        | Bergamo         | Campo sportivo Putti          |
| Brescia    |                                   | Brescia         | Stadio Aldo Invernici         |
| Casale     | Bat (progettazione vetro-acciaio) | Casale sul Sile | Stadio Eugenio                |
| CUS Roma   | Unibit (informatica)              | Roma            | Centro sportivo Tor di Quinto |
| S.S. Lazio | Sweet Sweet Way (dolciaria)       | Roma            | Campo dell'Acqua Acetosa      |
| Lyons      | Bilboa (cosmetica)                | Piacenza        | Stadio Beltrametti            |
| Mirano     | Blue Dawn                         | Mirano          | Stadio di rugby               |
| Paese      | Logrò (alimentare)                | Paese           |                               |
| Paganica   | Cogepa (edilizia)                 | L'Aquila        |                               |
| Partenope  | Original Marines (abbigliamento)  | Napoli          | Stadio Arturo Collana         |
| Rugby Roma | Sparta Informatica                | Roma            | Stadio Tre Fontane            |

## Prima fase

### Risultati
|       | 1ª/12ª giornata        |       |
| ----- | ---------------------- | ----- |
| 27-13 | Mirano - Benevento     | 24-13 |
| 12-13 | Bergamo - Lazio        | 15-15 |
| 27-13 | Paganica - Casale      | 4-13  |
| 9-26  | Paese - Rugby Roma     | 4-63  |
| 7-12  | Partenope - Lyons      | 15-6  |
| 25-12 | CUS Roma - Brescia     | 12-12 |
|       |                        |       |
|       | 4ª/15ª giornata        |       |
| 34-3  | Casale - Bergamo       | 25-27 |
| 18-6  | Brescia - Paese        | 41-13 |
| 30-9  | Lyons - Lazio          | 19-21 |
| 12-3  | Paganica - Partenope   | 13-13 |
| 21-30 | Benevento - Rugby Roma | 25-32 |
| 18-17 | CUS Roma - Mirano      | 3-0   |
|       |                        |       |
|       | 7ª/18ª giornata        |       |
| 52-7  | Lyons - Benevento      | 11-16 |
| 11-3  | Bergamo - Paganica     | 15-17 |
| 7-9   | Lazio - CUS Roma       | 22-10 |
| 10-21 | Paese - Casale         | 4-36  |
| 31-15 | Rugby Roma - Brescia   | 12-16 |
| 25-24 | Partenope - Mirano     | 6-28  |
|       |                        |       |
|       | 10ª/21ª giornata       |       |
| 31-16 | Mirano - Lazio         | 15-23 |
| 31-8  | Casale - Benevento     | 16-14 |
| 15-20 | Bergamo - Rugby Roma   | 21-45 |
| 31-3  | Paganica - Brescia     | 13-30 |
| 35-3  | Partenope - Paese      | 41-6  |
| 10-25 | CUS Roma - Lyons       | 18-31 |

|       | 2ª/13ª giornata        |       |
| ----- | ---------------------- | ----- |
| 25-14 | Casale - CUS Roma      | 38-9  |
| 24-15 | Brescia - Mirano       | 9-21  |
| 20-12 | Lyons - Bergamo        | 21-16 |
| 12-29 | Benevento - Paganica   | 6-21  |
| 9-3   | Lazio - Paese          | 35-14 |
| 20-9  | Rugby Roma - Partenope | 15-17 |
|       |                        |       |
|       | 5ª/16ª giornata        |       |
| 24-9  | Mirano - Paganica      | 9-7   |
| 12-18 | Bergamo - CUS Roma     | 16-20 |
| 22-15 | Lazio - Brescia        | 3-13  |
| 7-15  | Paese - Benevento      | 17-26 |
| 40-12 | Rugby Roma - Lyons     | 27-15 |
| 11-11 | Partenope - Casale     | 12-13 |
|       |                        |       |
|       | 8ª/19ª giornata        |       |
| 23-9  | Mirano - Rugby Roma    | 16-28 |
| 6-0   | Casale - Lazio         | 18-10 |
| 4-4   | Bergamo - Partenope    | 10-24 |
| 9-3   | Paganica - Lyons       | 12-21 |
| 22-19 | Benevento - Brescia    | 16-31 |
| 12-9  | CUS Roma - Paese       | 25-15 |
|       |                        |       |
|       | 11ª/22ª giornata       |       |
| 13-9  | Brescia - Bergamo      | 36-10 |
| 21-6  | Lyons - Casale         | 28-15 |
| 22-20 | Benevento - CUS Roma   | 17-42 |
| 23-15 | Lazio - Partenope      | 10-15 |
| 12-23 | Paese - Mirano         | 13-52 |
| 14-12 | Rugby Roma - Paganica  | 12-15 |

|       | 3ª/14ª giornata       |       |
| ----- | --------------------- | ----- |
| 9-23  | Lazio - Rugby Roma    | 15-22 |
| 33-6  | CUS Roma - Paganica   | 9-21  |
| 15-9  | Partenope - Brescia   | 12-12 |
| 32-16 | Mirano - Casale       | 9-18  |
| 9-20  | Paese - Lyons         | 6-16  |
| 15-28 | Bergamo - Benevento   | 19-16 |
|       |                       |       |
|       | 6ª/17ª giornata       |       |
| 29-6  | Mirano - Bergamo      | 18-17 |
| 12-19 | Casale - Rugby Roma   | 7-46  |
| 24-23 | Brescia - Lyons       | 18-24 |
| 18-15 | Paganica - Paese      | 20-25 |
| 24-12 | Benevento - Lazio     | 7-16  |
| 19-12 | CUS Roma - Partenope  | 6-25  |
|       |                       |       |
|       | 9ª/20ª giornata       |       |
| 6-20  | Brescia - Casale      | 9-34  |
| 25-9  | Lyons - Mirano        | 9-9   |
| 31-13 | Lazio - Paganica      | 7-31  |
| 9-20  | Paese - Bergamo       | 6-15  |
| 9-3   | Rugby Roma - CUS Roma | 12-16 |
| 25-12 | Partenope - Benevento | 8-16  |

### Classifica
|  |     | Squadra    | G  | V  | N | P  | PF  | PS  | P±   | B | Pt |
|  | --- | ---------- | -- | -- | - | -- | --- | --- | ---- | - | -- |
|  | 1.  | Rugby Roma | 22 | 17 | 0 | 5  | 555 | 307 | 248  | 0 | 34 |
|  | 2.  | Lyons      | 22 | 14 | 1 | 7  | 444 | 328 | 116  | 0 | 29 |
|  | 3.  | Casale     | 22 | 14 | 1 | 7  | 428 | 323 | 105  | 0 | 29 |
|  | 4.  | Mirano     | 22 | 13 | 1 | 8  | 455 | 319 | 136  | 0 | 27 |
|  | 5.  | CUS Roma   | 22 | 12 | 1 | 9  | 351 | 365 | −14  | 0 | 25 |
|  | 6.  | Partenope  | 22 | 10 | 4 | 8  | 349 | 284 | 65   | 0 | 24 |
|  | 7.  | Paganica   | 22 | 11 | 1 | 10 | 343 | 322 | 21   | 0 | 23 |
|  | 8.  | Brescia    | 22 | 10 | 2 | 10 | 385 | 389 | −4   | 0 | 22 |
|  | 9.  | S.S. Lazio | 22 | 10 | 1 | 11 | 328 | 360 | −32  | 0 | 21 |
|  | 10. | Benevento  | 22 | 8  | 0 | 14 | 356 | 504 | −148 | 0 | 16 |
|  | 11. | Bergamo    | 22 | 7  | 1 | 14 | 300 | 434 | −134 | 0 | 15 |
|  | 12. | Paese      | 22 | 1  | 0 | 21 | 215 | 587 | −372 | 0 | 2  |

## Play-offA1/A2
|  | Play-off |                 |                 |    |    |  |
|  |          |                 |                 |    |    |  |
|  | A1/7     | Parma           | 18              | 6  | 28 |  |
|  | A2/6     | Partenope       | 11              | 12 | 13 |  |
|  | A1/8     | Livorno         | 22              | 22 | 23 |  |
|  | A2/5     | CUS Roma        | 11              | 24 | 12 |  |
|  | A1/9     | Amatori Catania | Amatori Catania | 25 | 32 |  |
|  | A2/4     | Mirano          | Mirano          | 12 | 18 |  |
|  | A1/10    | Tarvisium       | Tarvisium       | 16 | 29 |  |
|  | A2/3     | Casale          | Casale          | 14 | 9  |  |

## Verdetti
- Rugby Roma e Lyons: ammesse ai playoff scudetto serie A1 1990-91;
- Rugby Roma e Lyons: promosse direttamente in serie A1 1991-92;
- Benevento, Bergamo e Paese: retrocesse in serie B 1991-92.